# Pseudorhodoferax
Pseudorhodoferax es un género de bacterias gramnegativas que pertenecen a la familia Comamonadaceae. Fue descrito en el año 2009. Es una bacteria aerobia, en forma de bacilos cortos y móvil por flagelo polar. Su etimología hace referencia a falso Rhodoferax. Temperatura óptima de crecimiento alrededor de 30 °C. Suele aislarse en aguas, aunque existen muy pocas cepas. 